# Лазаренко Віталій Іванович
Віталій Іванович Лазаренко (нар.. 4 січня 1950, село Терешівці Хмельницького району Хмельницької області, УРСР) — український композитор, поет, художник, Заслужений діяч культури Автономної Республіки Крим.

## Навчання
Закінчив Кримське культурно-освітнє училище в 1971 році. Навчався у Львівському державному університеті на факультеті романо-германської філології. Культосвіпрацівник, композитор, поет, художник. Заслужений працівник культури АРК. Керівник клубу творчості «Оберіг», член музичного товариства Криму, член Всеукраїнського товариства «Просвіта».

## Творчість
Автор п'ятнадцяти пісенних збірок, що отримали широке визнання в Україні.